# Belladonna Smutku
Belladonna Smutku lub Tragedia Belladonny (jap. 哀しみのベラドンナ Kanashimi no Beradonna) – japoński film animowany z 1973 roku. Reżyserem filmu jest Eiichi Yamamoto, a scenariusz napisali Yoshiyuki Fukuda i Eiichi Yamamoto.

## Fabuła
Główną bohaterką filmu jest Jeanne, dziewczyna żyjąca pod koniec średniowiecza we francuskiej wsi. Zakochuje się w młodzieńcu imieniem Jean, biorą ślub, jednak nie jest im dane cieszyć się sobą. Okrutny baron, korzystając z prawa pierwszej nocy brutalnie ją gwałci, a później oddaje ją swoim żołnierzom, by czynili to samo. Upokorzona kobieta nie może liczyć na solidarność i pomoc ze strony ludu, który odrzuca ją jako pohańbioną. Mąż nie jest w stanie jej uratować, gdyż odcięto mu prawą rękę. Wtedy po raz pierwszy Jeanne nawiedza diabeł, oferujący pomoc w zemście na jej gwałcicielu. Pobożna wieśniaczka odrzuca jego propozycję.
Po tragicznych przeżyciach Jeanne podejmuje pracę, początkowo w zawodzie poborcy podatkowego. Zyskuje wielki szacunek i uznanie wśród ludu. Sympatią nie darzy jej jednak zazdrosna żona barona, która oskarża ją o obcowanie z nieczystymi siłami. Jeanne opuszcza więc wieś i zamieszkuje pobliski las. Tam znów nawiedza ją diabeł. Załamana, wycieńczona kobieta zawiera z nim pakt, zyskując znaczne moce magiczne, aby zemścić się na ludziach, przez których tak bardzo cierpiała – przede wszystkim na baronie i jego małżonce. Na skutek jej działań dochodzi do buntu we wsi przeciwko lokalnym władzom.
Jeanne znów zostaje oskarżona o czary. Film kończy scena spalenia wieśniaczki na stosie.

## Pierwowzór
Inspiracją do stworzenia filmu była książka Jules'a Micheleta, francuskiego pisarza i historyka  Czarownica  (oryginal. "La Sorcière" lub "Satanism and Witchcraft"). Według autora magia była popularnym sposobem buntu przeciwko władzom, a on sam otwarcie sympatyzuje z chłopami, cierpiącymi z powodu okrucieństwa swoich panów.

## Obsada
Scenarzystą filmu został Eiichi Yamamoto, współreżyserując go wraz z Yoshiyukim Fukudą.  Ich wspólne dzieło po raz pierwszy wyświetlono  27 lipca 1973 roku w Berlinie podczas Międzynarodowego Festiwalu Filmowego. Nominowano go do Złotego Niedźwiedzia.
- Jeanne – Aiko Nagayama
- Jean – Katsutaka Ito
- Baron – Masaya Takahashi
- Diabeł – Tatsuya Nakadai
- Ksiądz- Masakane Yonekura

Za muzykę odpowiedzialny jest Masahiko Satô, a piosenkę początkową zaśpiewała Mayumi Tachibana.